# Vice-rei de Cuxe
Vice-rei de Cuxe é um termo moderno para o título do Egito Antigo  para se referir a "filho do rei (de Cuxe)" e "superintendente dos países do sul”, foi criado no início da XIX dinastia egípcia, ou talvez um pouco antes.
O antigo Reino de Querma na Núbia, era uma província do Egito Antigo do século XVI ao XI a.C.. Neste período, o governo foi governado por um vice-rei que se reportava diretamente ao faraó. Acredita-se que os egípcios da dinastia eram descendentes destes vice-reis, e assim foram as dinastias que governaram Cuxe independente até o século 4.
O "Filho do Rei de Cuxe" governava a área ao norte da Terceira Catarata do Nilo. A área foi dividida em Uauate no norte, centrada em Aniba e Cuxe ao sul, centrada em Solebe durante a XVIII dinastia egípcia e então Amara.